# Amos Smith

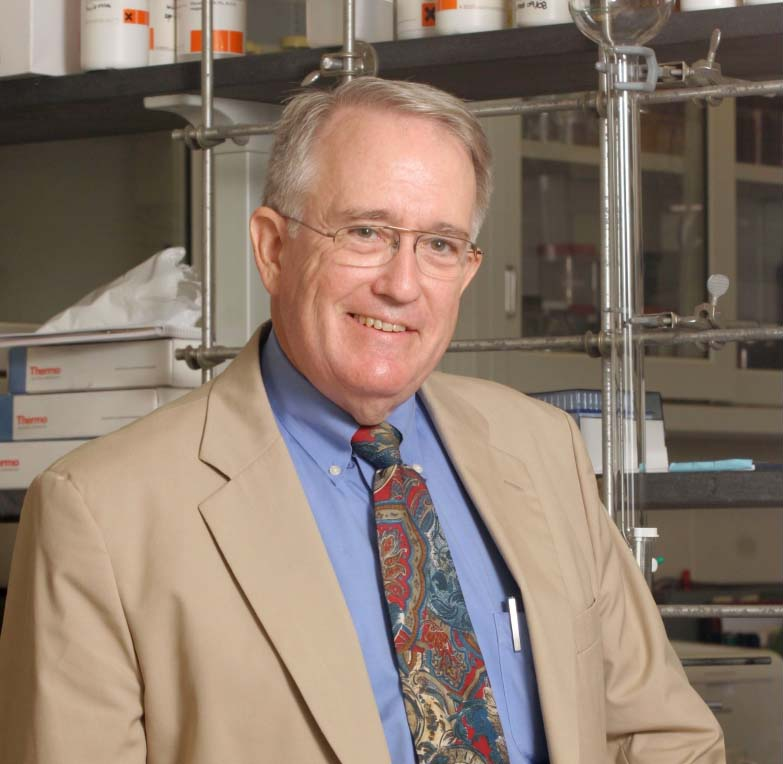
Amos Smith

Amos Brittain Smith III. (* 26. August 1944 in Lewisburg, Pennsylvania; † 3. Februar 2025) war ein US-amerikanischer Chemiker (Organische Chemie, Bioorganische Chemie, Totalsynthese) und Hochschullehrer an der University of Pennsylvania.

## Leben
Smith studierte ab 1962 Chemie an der Bucknell University mit kombiniertem Bachelor- und Masterabschluss (1966) und wurde 1972 an der Rockefeller University in Biologie (Life Science) promoviert. 1973 wurde er Assistant Professor und später Professor an der University of Pennsylvania, wo er auch Mitglied des Monell Chemical Senses Center war. Er war Associate Director of the Penn Center for Molecular Discovery (PCMD) und von 1976 bis 2000 Mitglied des Laboratory for Research on the Structure of Matter (LRSM). Smith war Rhodes-Thompson Professor für Chemie und stand 1988 bis 1996 der Fakultät für Chemie vor.
1980 war er Gastprofessor an der Columbia University, 1982 an der Universität Cambridge und zusätzlich in Auckland in Neuseeland.

## Werk
Er befasste sich mit der Entwicklung neuartiger Synthesemethoden in der organischen Chemie (sowie synthetischer Methodologie und Reaktionsmechanismen) und deren Anwendung auf die Totalsynthese natürlicher und künstlicher organischer Moleküle mit komplexer Architektur und biologischen Funktionen. Unter anderem entwickelte er nicht-peptidische Peptidmimetika, unter anderem einen Renin-Inhibitor und HIV-Proteaseinhibitoren mit Ralph Hirschmann (basierend auf Pyrrolinen, die an ein β-Faltblatt binden) und Medikamente (Diagnostika) in Zusammenhang mit neurodegenerativen Erkrankungen (Tauopathien wie Morbus Alzheimer). Außerdem befasste er sich mit Proteinfaltung, Suche nach Medikamenten, die den Eintritt von HIV in die Zelle verhindern, Synthese von neuartigen kolumnaren Flüssigkristallen und Fulleren-Derivaten. Mit Stephen Benkovic entwickelte er Haptene für katalytische Antikörper, die an Peptide binden können. Mit Peter C. Jurs untersuchte er die chemische Kommunikation von Braunrückentamarinen mit Computer-Mustererkennungsverfahren und ultraschnelle Photofragmentationsreaktionen (basierend auf Tetrazenen) die Konformationsänderungen von Peptiden in Zeitskalen unter einer Nanosekunde herbeiführen.
Bei organischen Synthesemethoden entwickelte er zum Beispiel Verfahren, die Komponenten komplexer Moleküle zu vereinigen (Anion Relay Chemistry, ARC, Petasis-Ferrier-Umlagerung).

## Ehrungen, Mitgliedschaften, Herausgeberschaft
2014 erhielt er die William H. Nichols Medal und 2015 den Perkin Prize for Organic Chemistry. Er war Fellow der American Academy of Arts and Sciences und der American Association for the Advancement of Science. Von 1978 bis 1983 erhielt er den Camille and Henry Dreyfuß Teacher-Scholar Award. 1991 erhielt er den Arthur C. Cope Scholar Award, 1992 den Humboldt-Forschungspreis, 1993 den Ernest Guenther Award und 2002 den Centenary Prize der Royal Society of Chemistry. 1990 erhielt er die Medaille des Kitasato Institute of Microbial Chemistry in Tokio, an dem er auch Visiting Director war. Er war Mitglied der japanischen chemischen Gesellschaft und Ehrenmitglied der japanischen pharmakologischen Gesellschaft. 1978 erhielt er einen Ehrenabschluss (M.A.) der University of Pennsylvania. 2004 erhielt er den japanischen Orden der aufgehenden Sonne. Er war Ehrendoktor der Queen’s University Belfast und war 1985 Guggenheim Fellow.
1998 war er erster Herausgeber von Organic Letters und Mitglied in den Herausgebergremien der Zeitschriften Journal of the American Chemical Society, Organic Synthesis, Accounts of Chemical Research, Journal of Organic Chemistry, Journal of the Chemical Society, Tetrahedron Publications, Synlett, Perkin Transactions, Journal of Antibiotics, Fullerene Science and Technology, Organic Reactions und anderer Titel.